# Xantolis tomentosa
Xantolis tomentosa är en tvåhjärtbladig växtart som först beskrevs av William Roxburgh, och fick sitt nu gällande namn av Constantine Samuel Rafinesque. Xantolis tomentosa ingår i släktet Xantolis och familjen Sapotaceae. Inga underarter finns listade i Catalogue of Life.